# Geesthardenhaus
Das jütische quergeteilte Geesthardenhaus, das aufgrund seiner geografischen Verbreitung auch cimbrisches Haus oder Schleswiger Haus genannt wird, ist neben dem Gulfhaus (bzw. seiner Sonderform, dem Haubarg) und dem (niederdeutschen) Hallenhaus eine der drei Grundformen, auf die sich die Formenvielfalt der Bauernhaustypen in Schleswig-Holstein gründet. Die wohl bekannteste Sonderform des Geesthardenhauses ist das uthlandfriesische Haus, das auch als Friesenhaus bezeichnet wird.

## Verbreitung

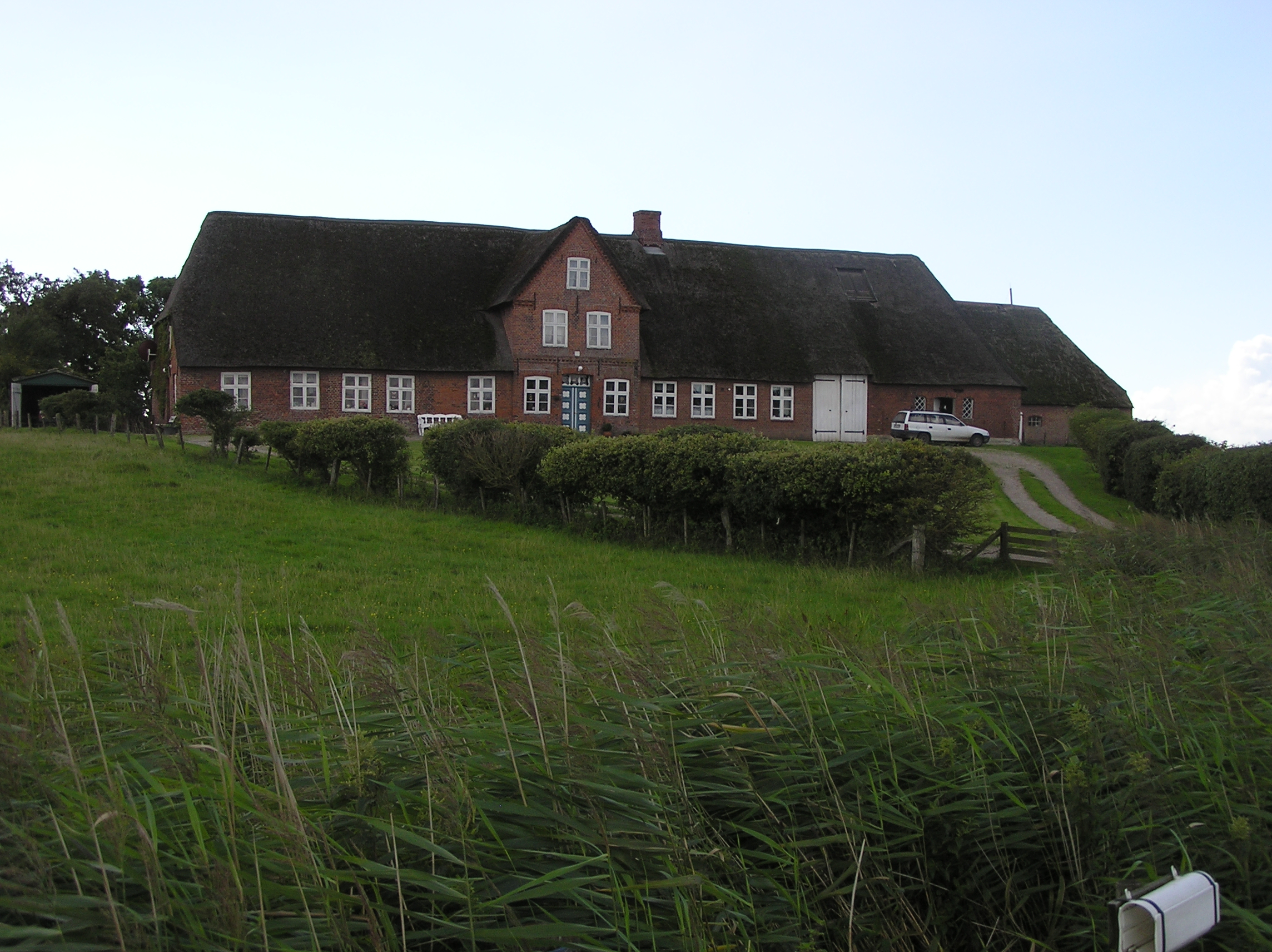
Geesthardenhaus in Ockholm

Trotz seiner Bezeichnung findet man das Geesthardenhaus nicht nur in der Geest, einer Landschaft, die aus eiszeitlichen Gletscherablagerungen entstand, sondern auch in der Marsch, dem flachen Schwemmland an der Nordseeküste.
Geesthardenhäuser stehen vor allem in Südschleswig in Deutschland und Nordschleswig in Dänemark. Ihre Entwicklung ist noch weitgehend unerforscht, wobei heute besonders die Forschung zu Zeiten des Nationalsozialismus zum Teil angezweifelt wird, da seinerzeit teils versucht wurde, die Hausformen an Ethnien zu binden und so territoriale Ansprüche zu unterstreichen. Geesthardenhäuser sind jedoch selten die einzige Bauform in einer Region, sie treten oft zusammen mit Vierseithöfen oder – besonders im südlichen Teil von Südschleswig – mit niederdeutschen Hallenhäusern auf.
Das uthlandfriesische Haus mit seinen baulichen Anpassungen an überschwemmungsgefährdete Gebiete ist vor allem auf den Inseln und Halligen Nordfrieslands anzutreffen.

## Geschichte
Ebenso wie das – mit gewisser geografischer Überlappung – südlich benachbarte (niederdeutsche) Hallenhaus gilt dieser Haustyp als Weiterentwicklung des bronzezeitlichen germanischen Wohnstallhauses. Das Wohnstallhaus lässt sich wiederum aus dem außerhalb der germanischen Kultur entstandenen und wesentlich weiter verbreiteten jungsteinzeitlichen Langhaus ableiten.

## Konstruktion

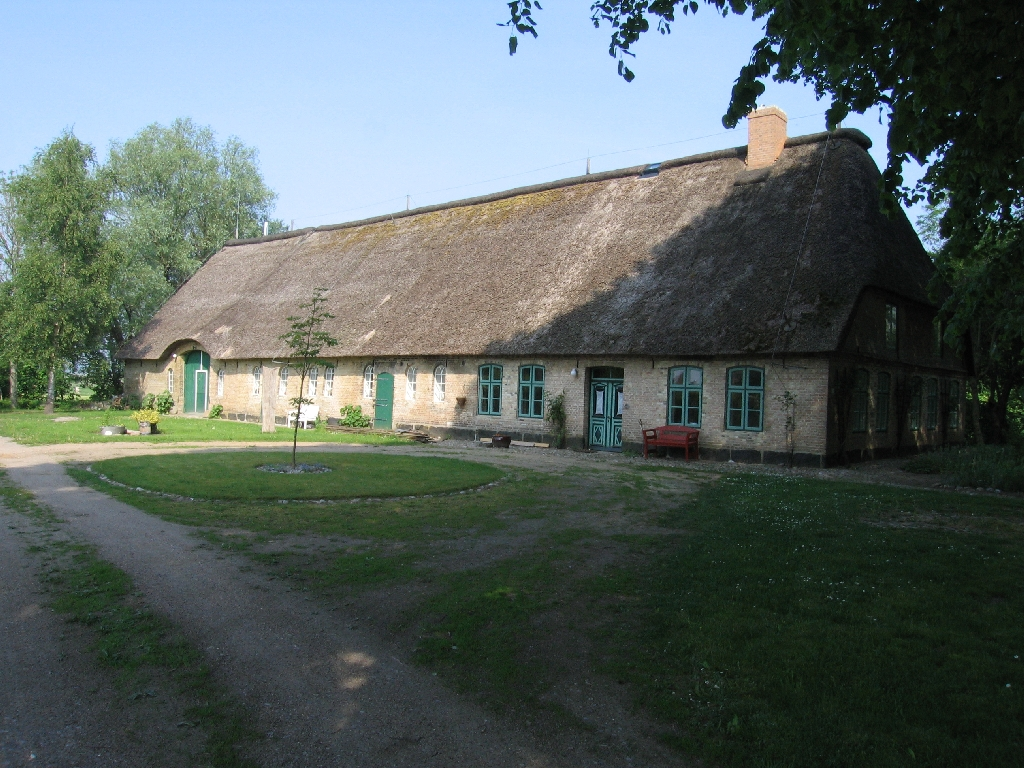
Haus Stamp in Seeth/Nordfriesland

Das Geesthardenhaus ist ein traufständiges Langhaus, seine Längsseite und Dachfläche ist also zur Straße hin ausgerichtet. Der Wohnbereich und der Wirtschaftsbereich sind unter einem Dach untergebracht, anders als beim niederdeutschen Hallenhaus sind sie jedoch nicht miteinander verbunden.
Das Haus hat eine Zweiständerkonstruktion, bei der die Ständer, die das normalerweise reetgedeckte Krüppelwalmdach tragen, in der Nähe der Außenwände stehen. Seit dem späten 18. Jahrhundert ruht die Dachkonstruktion im Wohnteil auf den tragenden Außenwänden. Diese Bauweise tritt jedoch nur in Gebieten auf, die durch starke Deiche gesichert waren, wurde jedoch von den in sturmflutgefährdeten Gebieten stehenden uthlandfriesischen Häusern nicht übernommen: Selbst wenn die Wände und das Erdgeschoss eines Ständerbaus bei einer Flut zerstört werden, ist bei reinen Ständerbauten die Wahrscheinlichkeit, dass das Dach erhalten bleibt, recht groß, so dass sich die Bewohner auf das Dach retten konnten. Seit der schweren Sturmflut 1962 haben neu errichtete Hallighäuser eine Ständerkonstruktion aus Betonpfeilern mit tiefen Fundamenten, um die Sicherheit zu erhöhen.
Eine weitere Besonderheit der uthlandfriesischen Häuser ist, dass sie bisweilen umgesetzt wurden. Da sie auf Warften standen, die im Laufe der Jahrhunderte absackten oder durchfeuchtet wurden, war dadurch das Haus gefährdet. Weil Baumaterialien und vor allem Holz selten und teuer waren, war es früher durchaus üblich, die Häuser auseinanderzunehmen und umzusetzen, wenn eine Warft nicht mehr sicher war oder aus anderen Gründen aufgegeben wurde.
Die Wände der Häuser wurden ursprünglich aus Grassoden, Lehm oder Holz errichtet, die meisten der heute erhaltenen Häuser haben jedoch Wände aus gebrannten Ziegeln. Dabei kamen unterschiedliche Arten von Ziegeln zum Einsatz: An der Außenwand wurden normalerweise teure und harte, sehr witterungsbeständige Ziegel verwendet, während weichere und preisgünstigere Ziegel, die sogenannten Bleekers, eher für die Innenseiten von Außenwänden und Innenwände eingesetzt wurden. Fachwerkkonstruktionen kamen und kommen nur äußerst selten vor.
Geesthardenhäuser sind normalerweise reetgedeckt. Damit sich kein Regenwasser im Reet staut, haben die Dächer einen sehr steilen Winkel. Die meisten Häuser haben außerdem einen Zwerchgiebel über dem Eingang, also einen Giebel, der quer zum Dachfirst verläuft. Diese Bauweise soll bei einem Brand eine sichere Evakuierung des Hauses gewährleisten, ohne dass brennendes Reet auf die flüchtenden Personen fallen kann.

## Wohnbereich
Im Wohnbereich befinden sich die Küche und die Wohnräume, ein Keller und die über dem Keller liegenden Kellerstuben. Die Küche ist mit einem Schornstein ausgestattet. Der Wohnbereich wird normalerweise über eine schmale Diele erschlossen, die das Gebäude quer teilt und sowohl nach vorne als auch nach hinten zum Garten einen Ausgang hat. Dieser Flur grenzt gleichzeitig den Wohnbereich vom Wirtschaftsbereich ab.

### Döns

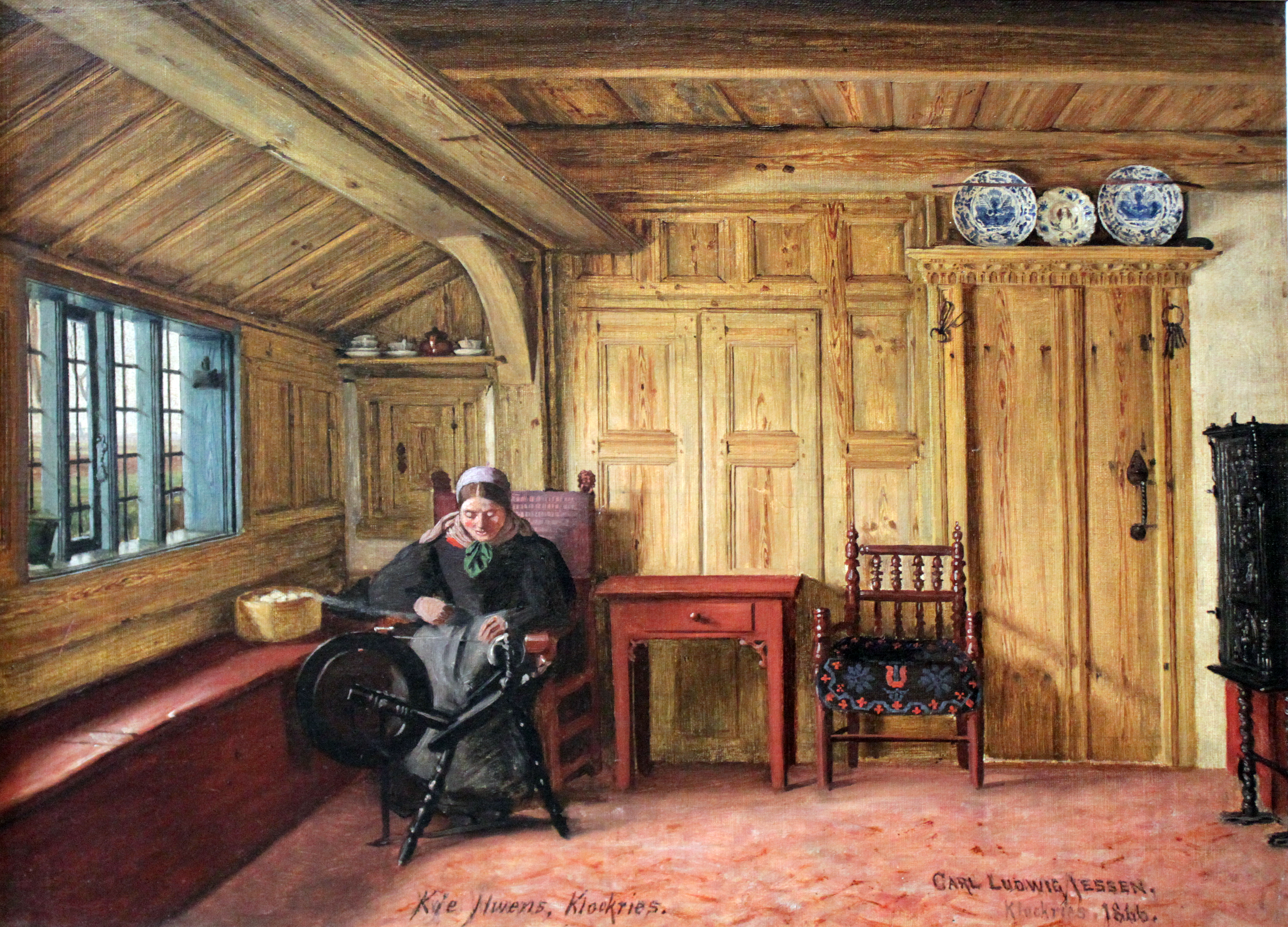
Döns in Klockries; links oben im Raum ist die Katschur zu erkennen, rechts in der Ecke der Bilegger. Hinter dem Tisch sind vermutlich Türen zu einem Alkoven.

Als Döns, Dönse, Dönz oder Dörnsch wird ein beheizbarer Wohnraum bezeichnet, in dem sich das tägliche Leben der Bewohner des Bauernhauses abspielte. Hier wurde gegessen, gearbeitet und im Alkoven, der in den Zwischenwänden zwischen den Zimmern eingelassen war, geschlafen.
Seit dem 16. Jahrhundert wurde der Raum mit einem Bilegger geheizt, also einem Ofen, der durch den offenen Herd in der Küche, dem einzigen anderen beheizbaren Raum im Haus, befeuert wurde. Auf diese Weise konnte der Rauch nicht in den Wohnraum dringen. Als Brennstoff wurden Holz, Torf oder – besonders auf den chronisch rohstoffarmen Halligen – getrocknete Kuhfladen, sogenannte Ditten, genutzt.
Anfangs waren die Bilegger gemauert, doch seit dem 17. Jahrhundert setzten sich mehr und mehr gusseiserne Bilegger durch, die mit recht praktischem Zierrat versehen sein konnten: So hatten einige abschraubbare Messingknöpfe, an denen man sich die Hände wärmen konnte, oder eine Messinghaube, unter der man Speisen oder Tee warmstellen konnte.

### Alkoven
Der mit einem Meter Breite, 2,50 m Höhe und 1,70 m Länge normalerweise sehr kompakte Alkoven konnte mit Vorhängen oder Holzluken geschlossen werden, wodurch er wärmer war, auf der anderen Seite jedoch schwer zu lüften und oft etwas feucht. Häufig haben mehrere Personen einen Alkoven genutzt, geheizt werden konnte er mit einer Bettpfanne, in die glühende Kohlen oder heißes Wasser gefüllt wurden. Geschlafen wurde im Sitzen, angeblich schon aus dem Aberglauben heraus, dass einen der Tod meist im Liegen ereilt.
Auch im Wirtschaftsteil der Häuser befanden sich Alkoven, normalerweise für die Bediensteten und Knechte.

### Pesel
Der Pesel war die Gute Stube des Bauernhauses, die nur zu besonderen Anlässen genutzt wurde. Er konnte nicht beheizt werden.

### Katschur
Die Katschur ist ein schräger Teil der Zimmerdecke, der aufgrund der Ständerbauweise durch die Dachkonstruktion entsteht. Die Zimmerdecke beginnt erst ab dem Punkt, an dem das Dach auf den Ständern aufliegt.

### Wandfliesen
In vielen friesischen Häusern sind die Wände von Pesel, Döns oder Kellerkammer mit niederländischen Wandfliesen, den Delfter Kacheln verkleidet. Auf ihnen sind oft biblische Darstellungen, Schiffe oder ländliche Szenen mit blauer oder purpurfarbener Glasur in runden Kartuschen auf weißem Grund dargestellt, wobei sich die Motive nicht wiederholen.
Mehrere Fliesen zusammen können auch ein großes Motiv in Form eines Tableaus bilden. In dieser Form werden oft Schiffsmotive oder florale Motive dargestellt.

## Wirtschaftsbereich

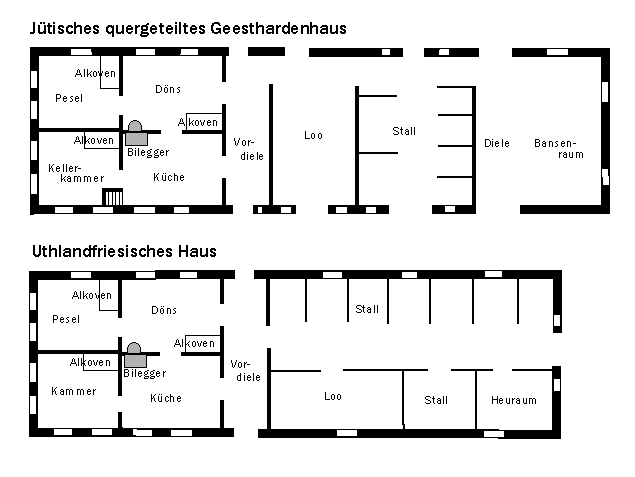
Unterschiedliche Raumaufteilung im Wirtschaftsbereich des Geesthardenhauses und des uthlandfriesischen Hauses

Während sich die grundsätzliche Raumaufteilung im Wohnbereich bei Geesthardenhäusern und uthlandfriesischen Häusern nicht unterscheidet, sind die Räume im Wirtschaftsbereich unterschiedlich aufgeteilt.

### Geesthardenhaus
Beim Geesthardenhaus schließt an den Wohnbereich in der Regel eine Loo oder Loohdiele genannte Dreschdiele an, darauf folgen der Stall, eine Diele und der Bansenraum, in dem Heu und Stroh gelagert wurden.
Alle diese Räume wurden einzeln von der Traufseite an der Straße aus erschlossen, so dass das Gebäude zur Straße hin mehrere Eingänge hatte. An der Gebäuderückseite verlief oft auch ein langer traufseitiger Gang, der die einzelnen Bereiche verbunden hat.
Über den Eingängen zu Loo und Diele im Wirtschaftsbereich sind oft auch Rundgauben, damit die Eingänge höher gestaltet werden konnten.
Der Wirtschaftsbereich konnte aufgrund seiner Bauweise erweitert werden, wodurch je nach Ausrichtung des Anbaus ein L-förmiges Gebäude oder sogar eine geschlossene Bebauung um einen Innenhof entstehen konnte. Im letzteren Fall spricht man von einem Vierseithof.

### Uthlandfriesisches Haus
Auch beim uthlandfriesischen Haus ist der Wirtschaftsbereich vom Wohnbereich getrennt, er hat jedoch keine Eingänge an den Traufseiten des Hauses, sondern an der Giebelseite. Über einen langen Gang in der Gebäudemitte können so wie beim niederdeutschen Fachhallenhaus die Ställe und Lagerräume erschlossen werden. Diese Häuser stehen in zumeist sehr exponierter Lage und sind daher nahezu ausnahmslos in west-ost-Richtung gebaut um dem vorherrschenden Westwind wenig Angriffsfläche zu bieten. Der Wohnbereich lag stets auf der windgeschützten Ostseite.